# Резуховидка
Резуховидка, или Резушка (лат. Arabidopsis) — род травянистых растений семейства Капустные (Brassicaceae).
Наибольшее применение как модельный организм для изучения генетики и биологии развития растений получила Резуховидка Таля.

## Ботаническое описание[5][2]

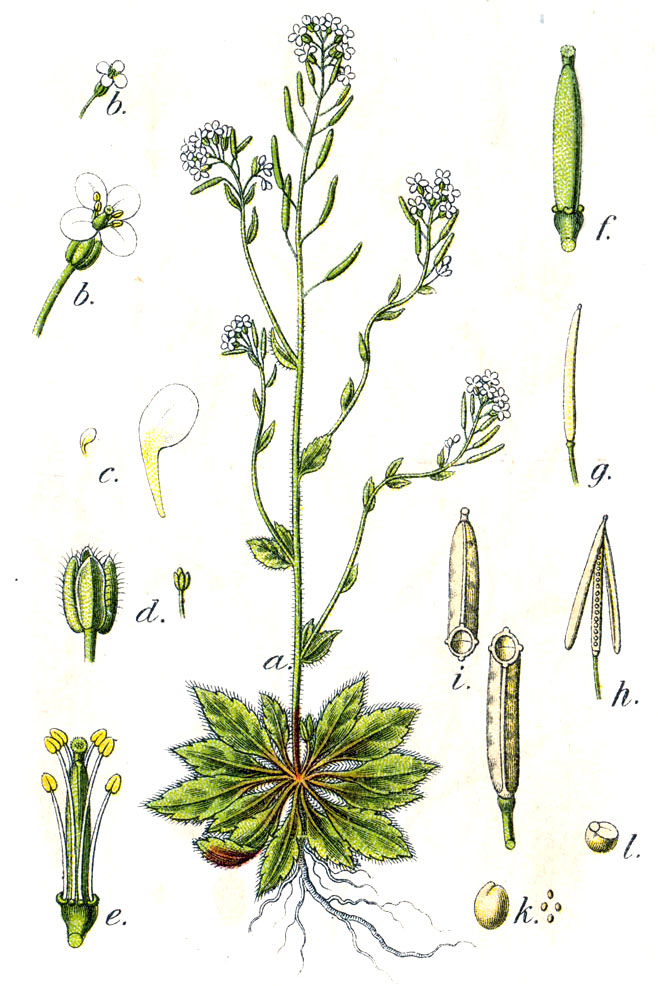
Резуховидка Таля (Arabidopsis thaliana).

Однолетние или многолетние растения, схожие по внешнему виду с представителями рода Резуха.
Чашелистики равные, направленны косо вверх.
Лепестки белые или палевые. Тычиночные нити без зубцов. Рыльце пестика сплюснуто-головчатое, реже почти двулопастное. Завязь сидячая, реже с короткой ножкой-гинофором. Семяпочки многочисленные, 20-72 шт.
Плод — двустворчатый раскрывающийся стручок, линейный, почти цилиндрический, на длинной ножке. Перегородка блестящая, прозрачная, с одной жилкой так же как и створки. Семена яйцевидные, коричневые, почти гладкие, расположены в 1-2 ряда.

## Распространение и экология[2]
Среднеазиатский род с большинством видов, произрастающих в Средней Азии и внетропической части Гималаев.
Подавляющее большинство представителей рода — ксерофиты, часть видов является галофитами или произрастает на каменистых местах, скалах и т. п.

## Дополнительная информация
Резуховидка стала первым в истории цветком, выращенным в космосе. В частности, резуховидка Таля выращивалась на советской станции «Салют-7» в 1982 году. Подобные эксперименты продолжаются по настоящее время — в конце ноября 2022 года начался эксперимент по выращиванию растения в условиях микрогравитации на китайском космическом корабле «Шэньчжоу-15».

## Классификация
Для устранения парафилии некоторые виды, ранее относимые к этому роду, были выделены в отдельные роды — Резушник (Crucihimalaya Al-Shehbaz, O'Kane & R.A.Price, 1999), Ianhedgea Al-Shehbaz & O'Kane (1999), Olimarabidopsis Al-Shehbaz, O'Kane & R.A.Price (1999), Ложнорезушка (Pseudoarabidopsis Al-Shehbaz, O'Kane & R.A.Price, 1999) — или перенесены в род Чёточник (Neotorularia Hedge & J.Léonard, 1986).

### Таксономия[9]
Arabidopsis Heynh., 1842, Fl. Sachsen : 538
Род Резуховидка относится к семейству Капустные (Brassicaceae) порядка Капустоцветные (Brassicales). Кладограмма в соответствии с Системой APG IV по состоянию на июнь 2023 года:
|  |                                      |  |                                   |                                   |                     |  | ещё 16 семейств |              |                 |                                                               |
|  |                                      |  |                                   |                                   |                     |  |                 |              |                 | 11 подтвержденных видов и 8 таксонов, ожидающих подтверждения |
|  |                                      |  |                                   | порядок Капустоцветные            |                     |  |                 |              | род Резуховидка |                                                               |
|  |                                      |  |                                   | порядок Капустоцветные            |                     |  |                 |              | род Резуховидка |                                                               |
|  | отдел Цветковые, или Покрытосеменные |  |                                   |                                   | семейство Капустные |  |                 |              |                 |                                                               |
|  | отдел Цветковые, или Покрытосеменные |  |                                   |                                   |                     |  |                 |              |                 |                                                               |
|  |                                      |  | ещё 63 порядка цветковых растений | ещё 63 порядка цветковых растений |                     |  |                 | ещё 354 рода | ещё 354 рода    |                                                               |
|  |                                      |  |                                   | ещё 63 порядка цветковых растений |                     |  |                 |              | ещё 354 рода    |                                                               |

### Виды
- Arabidopsis arenicola (Richardson) Al-Shehbaz, Elven, D.F.Murray & Warwick, 2006
- Arabidopsis arenosa (L.) Lawalrée, 1960 — Резуховидка песчаная, или Резуховидка многолистная
- Arabidopsis cebennensis (DC.) O'Kane & Al-Shehbaz, 1997
- Arabidopsis croatica (Schott) O'Kane & Al-Shehbaz, 1997
- Arabidopsis halleri (L.) O'Kane & Al-Shehbaz, 1997 — Резуховидка Галлера
- Arabidopsis lyrata (L.) O'Kane & Al-Shehbaz, 1997 — Резуховидка лировидная
- Arabidopsis neglecta (Schult.) O'Kane & Al-Shehbaz, 1997 — Резуховидка незаметная
- Arabidopsis pedemontana (Boiss.) O'Kane & Al-Shehbaz, 1997
- Arabidopsis petrogena (A.Kern.) V.I.Dorof., 2002 — Резуховидка каменная
- Arabidopsis suecica (Fr.) Norrl., 1878 — Резуховидка шведская
- Arabidopsis thaliana (L.) Heynh., 1842 typus — Резуховидка Таля